# Verkiezingen voor het Europees Parlement 2024/Kandidatenlijst/Forum voor Democratie
De kandidatenlijst voor de Europese Parlementsverkiezingen 2024 in Nederland van de lijst Forum voor Democratie (lijstnummer 4) is na controle door de Kiesraad als volgt vastgesteld:
- schuin: voorkeurdrempel overschreden

1. Dekker,  R.J. (Ralf), Amsterdam - 111.052 stemmen
2. Jansen,  F.J.H. (Freek), Amsterdam - 2.954
3. van Houwelingen,  P. (Pepijn), 's-Gravenhage - 13.100
4. Etalle,  M.J.S. (Massimo), 's-Gravenhage - 690
5. van den Boomgaard,  M.R. (Marco), Zoetermeer - 492
6. Postuma,  J.V. (Jelena), Almere - 2.209
7. Dessing,  J. (Johan), Amsterdam - 290
8. Heller,  T.H.G. (Theo), Helmond - 350
9. Schenk,  M. (Milan), Voorhout - 247
10. Hadderingh,  B.S.T. (Brent), Almere - 159
11. van de Breevaart,  J.O. (Hans), Hendrik-Ido-Ambacht - 328
12. Hoogzand,  E.S.J. (Erik), Hellevoetsluis - 179
13. Oostdijk,  A.R. (Ardi), Rotterdam - 370
14. Provoost,  K. (Ksenija), Westkapelle - 194
15. Vos,  A.V.B. (Vincent), Hoogeveen - 362
16. de Hartog,  S.N.E. (Bren), Veenendaal - 171
17. Fiene,  N.S.F. (Frits), Krinice (CZ) - 81
18. Hodde,  C. (Hans), Almere - 63
19. Akasi,  S. (Shahin), Amstelveen - 162
20. Kop,  J.D. (Joshua), Kaatsheuvel - 190
21. Averdieck,  C.W. (Cathy), Noordwijk - 109
22. Haak,  R.R. (Roberto), Nijmegen - 223
23. Bonninga,  E. (Edwin), Delfzijl - 170
24. Lubbers,  A.E. (Vera), Zuidwolde - 222
25. Driessen,  R.B. (Ruby), Reuver - 252
26. van Schijndel,  A.H.J.W. (Anton), Amsterdam - 79
27. van den Oetelaar,  J.C.M. (Joris), Schijndel - 215
28. Lukkassen,  S.G.M. (Sid), Arnhem - 237
29. Cliteur,  P.B. (Paul), Amsterdam - 480
30. van Meijeren,  G.F.C. (Gideon), Heino - 5.743
31. Baudet,  T.H.P. (Thierry), Amsterdam - 13.814

GROENLINKS / Partij van de Arbeid (PvdA) ·
VVD · 
CDA - Europese Volkspartij · 
Forum voor Democratie ·
D66 ·
Partij voor de Dieren ·
50PLUS ·
PVV (Partij voor de Vrijheid) ·
JA21 ·
NL PLAN EU  ·
ChristenUnie ·
Staatkundig Gereformeerde Partij (SGP) ·
BBB ·
Meer Directe Democratie ·
SP (Socialistische Partij) ·
vandeRegio ·
Volt Nederland ·
Belang Van Nederland (BVNL) ·
NSC ·
Piratenpartij - De Groenen ·